# Судзіловська Євгенія Костянтинівна
Євгенія Костянтинівна Судзіловська (у першому шлюбі — Трофименко, у другому — Волинська) (1854 — ?) — революціонерка-народниця. Сестра Миколи Русселя-Судзіловського.

## Життєпис
Народилася 1854 року в Могилевській губернії. Панянка. Її батько був асесором і землевласником. Мав маєток Фастово у Мстиславському повіті Могильовської губернії.
У 1870 році вона закінчила Могильовську гімназію та вступила до Калінкінського родопоміжного інституту в Петербурзі. З невідомої причини курси так і не закінчила. Після цього поїхала до Цюриху (Швейцарія), де познайомилася з Ф. Лермонтовим. У 1873 році повернулася і жила в Петербурзі. Тут стала членом гуртка (бакунінського), який очолював Лермонтов.
Незабаром поїхала в село Степанівка (Городищенський повіт, Пензенська губернія) для пропаганди ідей народовольців серед селян. Контактувала з пензенським революційним гуртком.
19 серпня 1874 року Євгенію Судзіловську заарештовано у зв'язку зі справою пензенського революційного гуртка. Майже рік (23.02.1875 — 8.01.1876) перебувала в Петропавлівській фортеці. Потім була переведена в Будинок попереднього ув'язнення. Віддана суду разом з іншими народовольцями на процесі 193-х. Під час процесу понад рік (5.10.1876 — 11.10.1877) перебувала в Петропавлівській фортеці, а потім знову була переведена в Будинок попереднього ув'язнення. Вироком суду 23 січня 1878 року визнана невинною.
Після виправдання поїхала в маєток батька. Перебувала на початку під гласним, а потім негласним наглядом поліції. У грудні 1878 року Євгенія Судзіловська вступила в шлюб з А. А. Трофименком, лікарем 1-го київського військового госпіталю. Після одруження отримала дозвіл жити в Києві у чоловіка. Поїхала разом з чоловіком в Трубчевський повіт (Орловська губернія), коли він отримав там у березні 1879 року місце земського лікаря. Після смерті чоловіка в цьому ж році повернулася до маєтку батька. Від нагляду поліції була звільнена 26 жовтня 1892 року.
Увесь цей час працювала в недільних школах. Після 1905 року стала працювати в політичному «Червоному Хресті». Одружилася з Волинським.
У 1930 році стала пенсіонеркою Всесоюзного товариства політкаторжан.